# チャトラパティ・シヴァージー・ターミナス駅
チャトラパティ・シヴァージー駅（チャトラパティ・シヴァージー・ターミナスえき、マラーティー語: छत्रपती शिवाजी टर्मिनस、英語: Chhatrapati Shivaji Terminus、および、Chhatrapati Shivaji Maharaj Terminus）はインド・ムンバイにある鉄道の駅。ムンバイ近郊鉄道や、他の長距離鉄道も乗り入れている。旧名は「ヴィクトリア駅」 (Victoria Terminus)。「CST」もしくは「CSMT」の省略表記が使われることが多い。歴史的な建築として、2004年にユネスコ世界遺産に登録された（ID945）。

## 歴史
インド最初の鉄道駅として1853年に開業したボリバンダー駅が手狭となり、南に位置をずらして新駅舎を建設することになった。建設工事は1878年に開始され、1887年に完成した。この年はヴィクトリア女王の即位50周年にあたり、ゴールデン・ジュビリーの祝典がインドでも行われ、新駅は「ヴィクトリア駅 (Victoria Terminus)」と命名された。駅舎にはグレート・インディアン・ペニンシュラ鉄道の本部が入居し、インド西岸の鉄道の起点となった。
1996年にシヴ・セーナーの強い要望と、またインドにおける改名論議の一環として、「チャトラパティ・シヴァージー・ターミナス (Chhatrapati Shivaji Terminus)」と改名。17世紀のマラーター王国の王チャトラパティ・シヴァージー (Chhatrapati Shivaji) にちなんでいる。2008年のムンバイ同時多発テロで襲撃地の一つとなった。

## 建築
駅舎は建築家のフレデリック・ウィリアム・スティーヴンスによって設計され、ヴェネツィア・ゴシック建築様式で、壮麗で豪奢な建築物である。他の特徴としては、ヴィクトリア朝のゴシック・リヴァイヴァル建築とインドの伝統的建築の要素が組み込まれている。ロンドンのセント・パンクラス駅の影響も見られる。装飾性が高く、建設には10年近い年月を費やした。

## 設備
プラットフォームは合計18あり、1～7が近郊列車用で、セントラルラインとハーバーラインが乗り入れている。プラットフォーム8～18は長距離列車用に使われている。
将来的には、現在建設中のムンバイ・メトロ3号線と乗り換えが可能になる予定である。

## 登録基準
この世界遺産は世界遺産登録基準のうち、以下の条件を満たし、登録された（以下の基準は世界遺産センター公表の登録基準からの翻訳、引用である）。
- (2) ある期間を通じてまたはある文化圏において、建築、技術、記念碑的芸術、都市計画、景観デザインの発展に関し、人類の価値の重要な交流を示すもの。
- (4) 人類の歴史上重要な時代を例証する建築様式、建築物群、技術の集積または景観の優れた例。

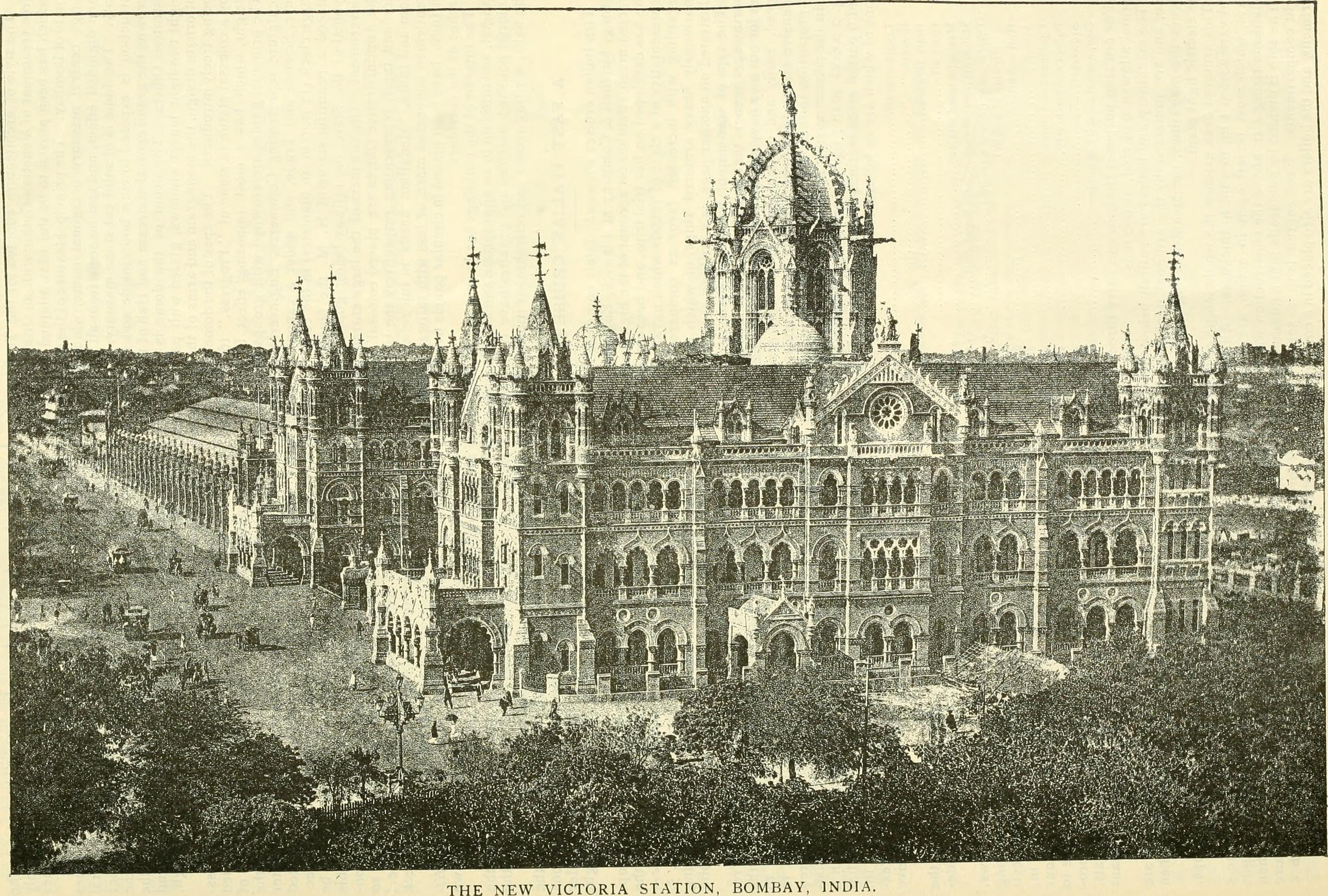
1887年　完成間もない頃
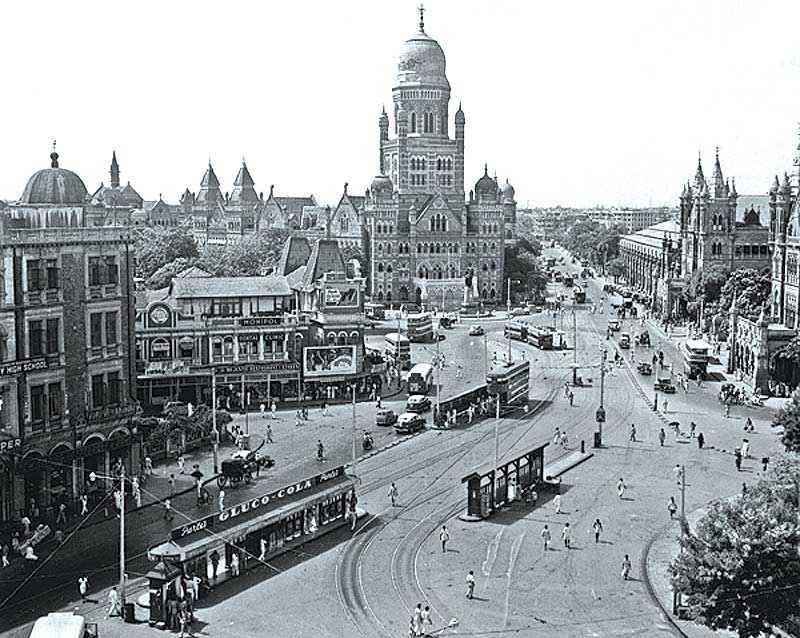
1930年代の駅前の様子
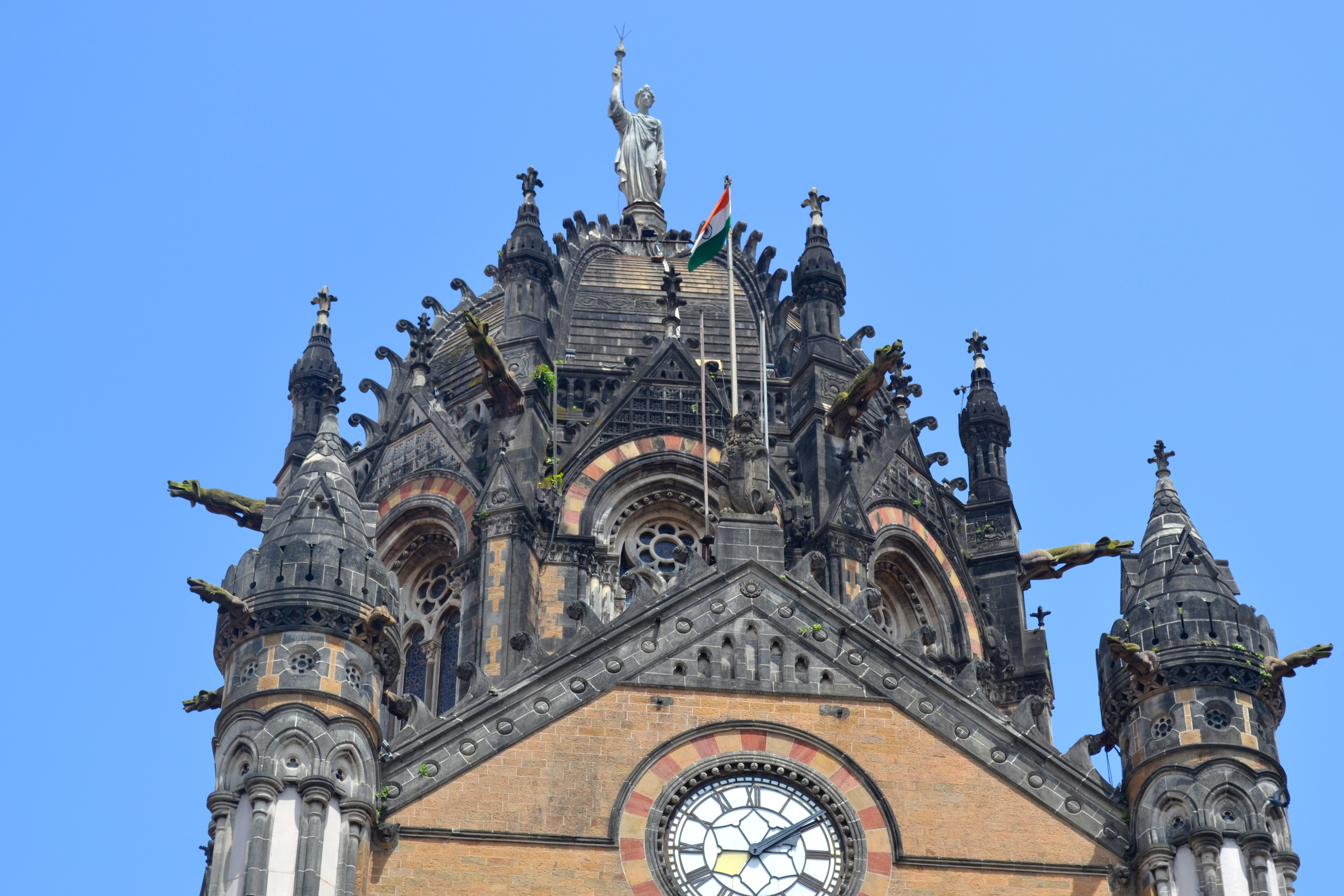
尖塔の拡大
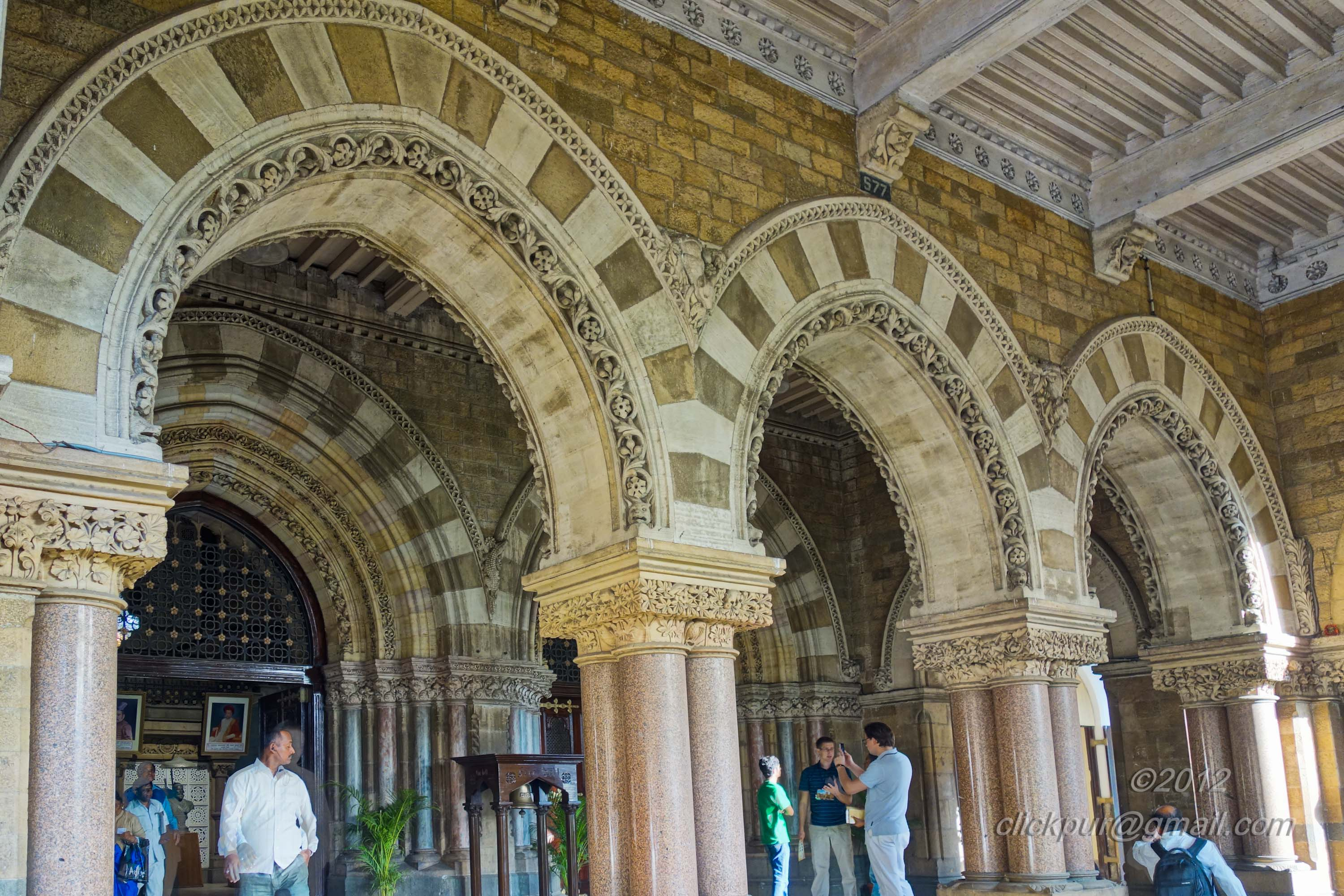
エントランス
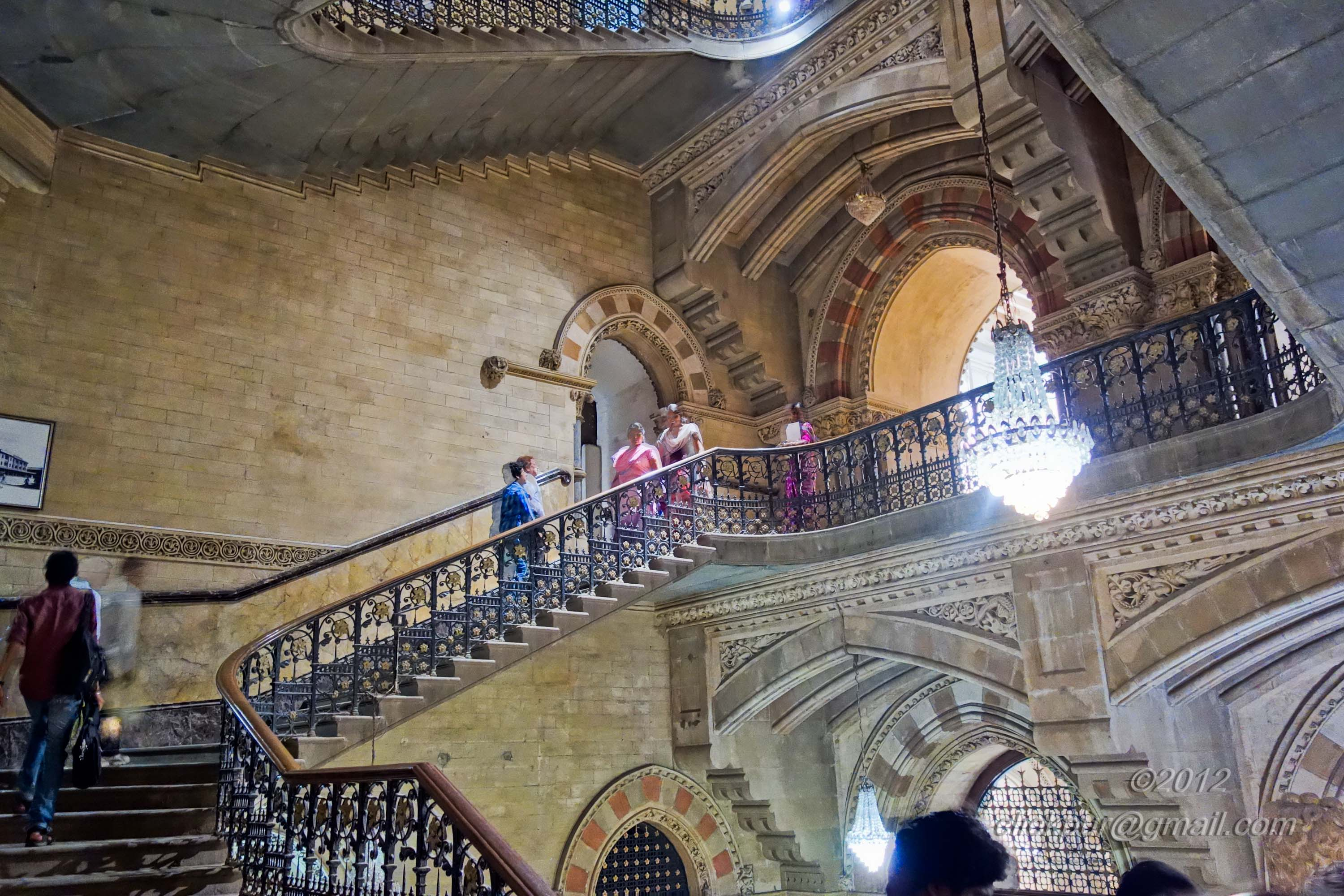
階段
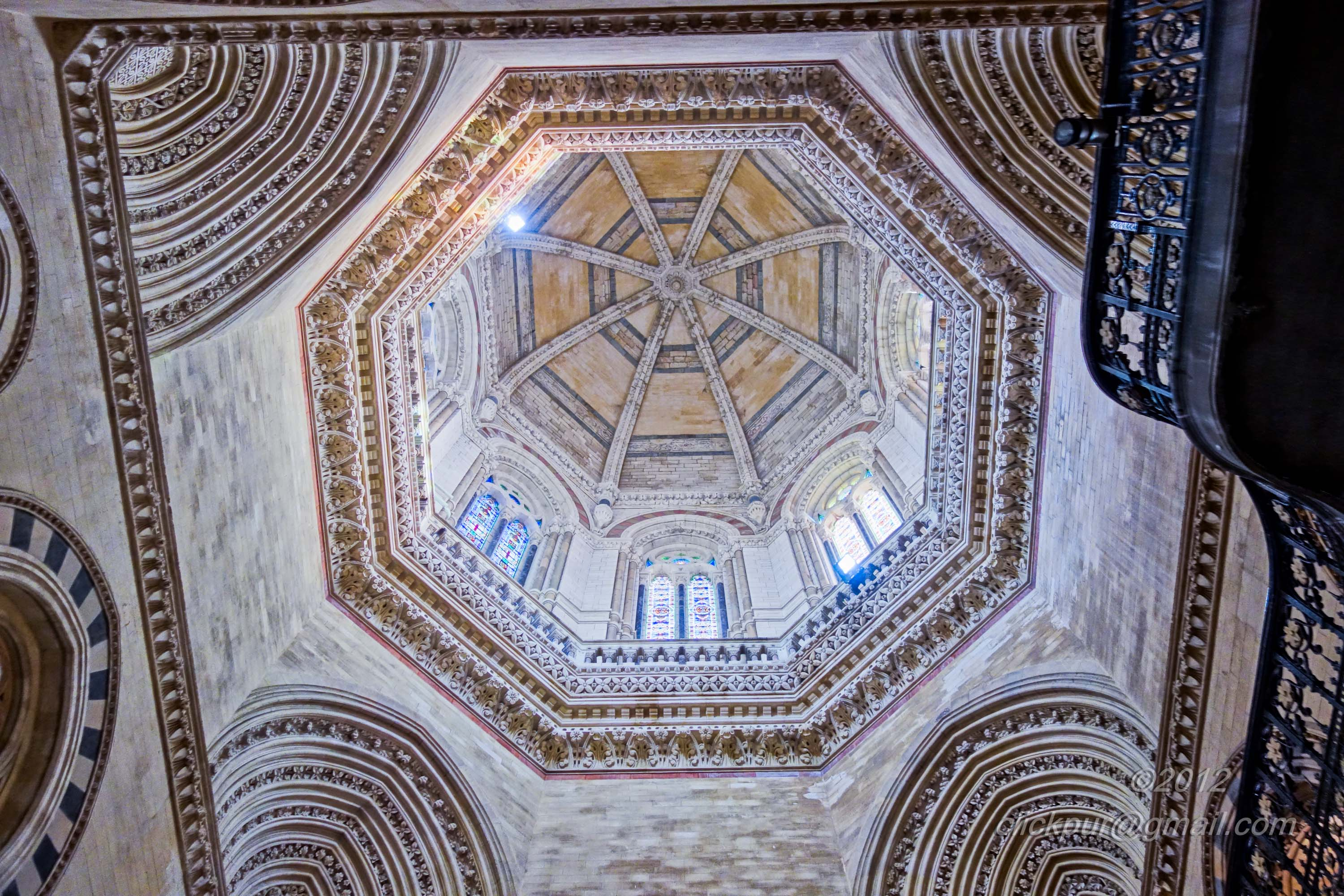
尖塔の内部
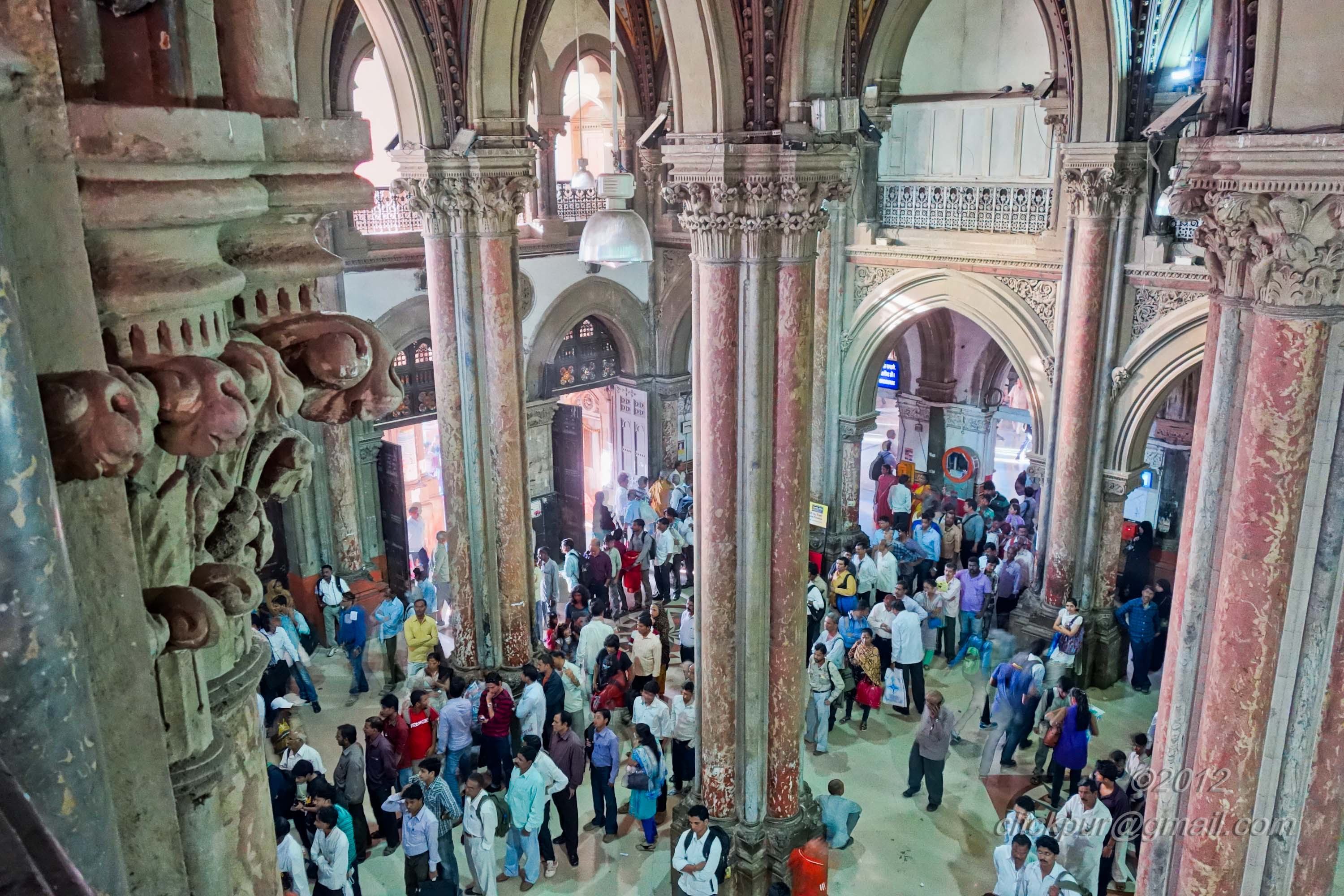
切符売り場
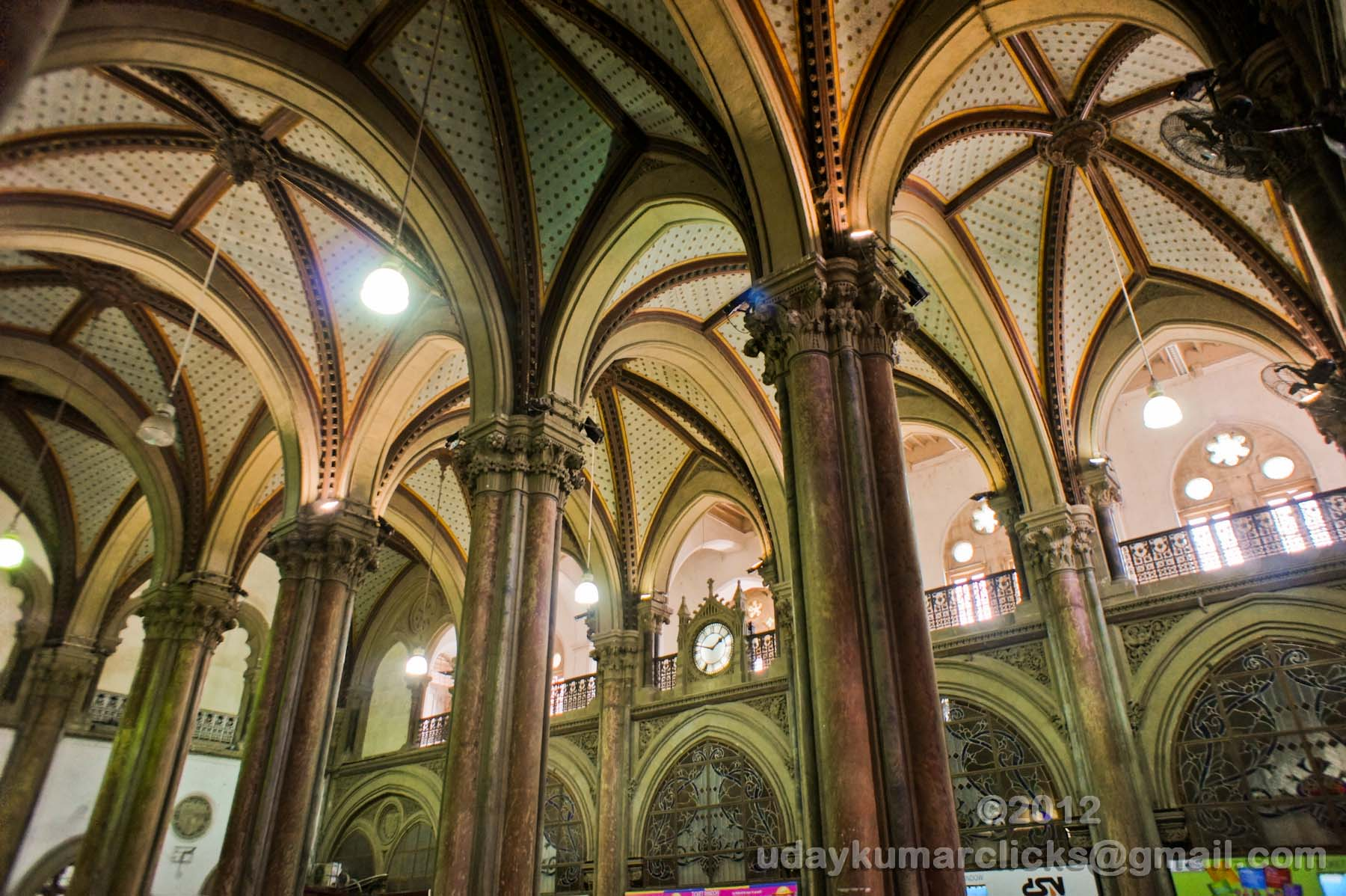
切符売り場の天井